# Caught in the Balance
Caught in the Balance est une chanson du groupe Toto, qui figure sur leur dixième album studio, Mindfields, enregistré en 1999. Elle est interprétée par Bobby Kimball, le chanteur principal du groupe.

## Composition du groupe en 1999
- Steve Lukather: guitares, chant
- David Paich: claviers, chant
- Simon Phillips: batterie, percussions
- Bobby Kimball: chant (lead)
- Mike Porcaro: basse